# 阿帕奇章克申 (亚利桑那州)
阿帕奇章克申（英語：Apache Junction）是美国亚利桑那州皮纳尔县與馬里科帕縣下属的一座城市。面积约为35平方英里（约合90.6平方公里）。根据2010年美国人口普查，该市有人口35,840人，人口密度为1,024.20/平方英里。在建制上，该市属于“City”。